# Cimetière de Kountsevo

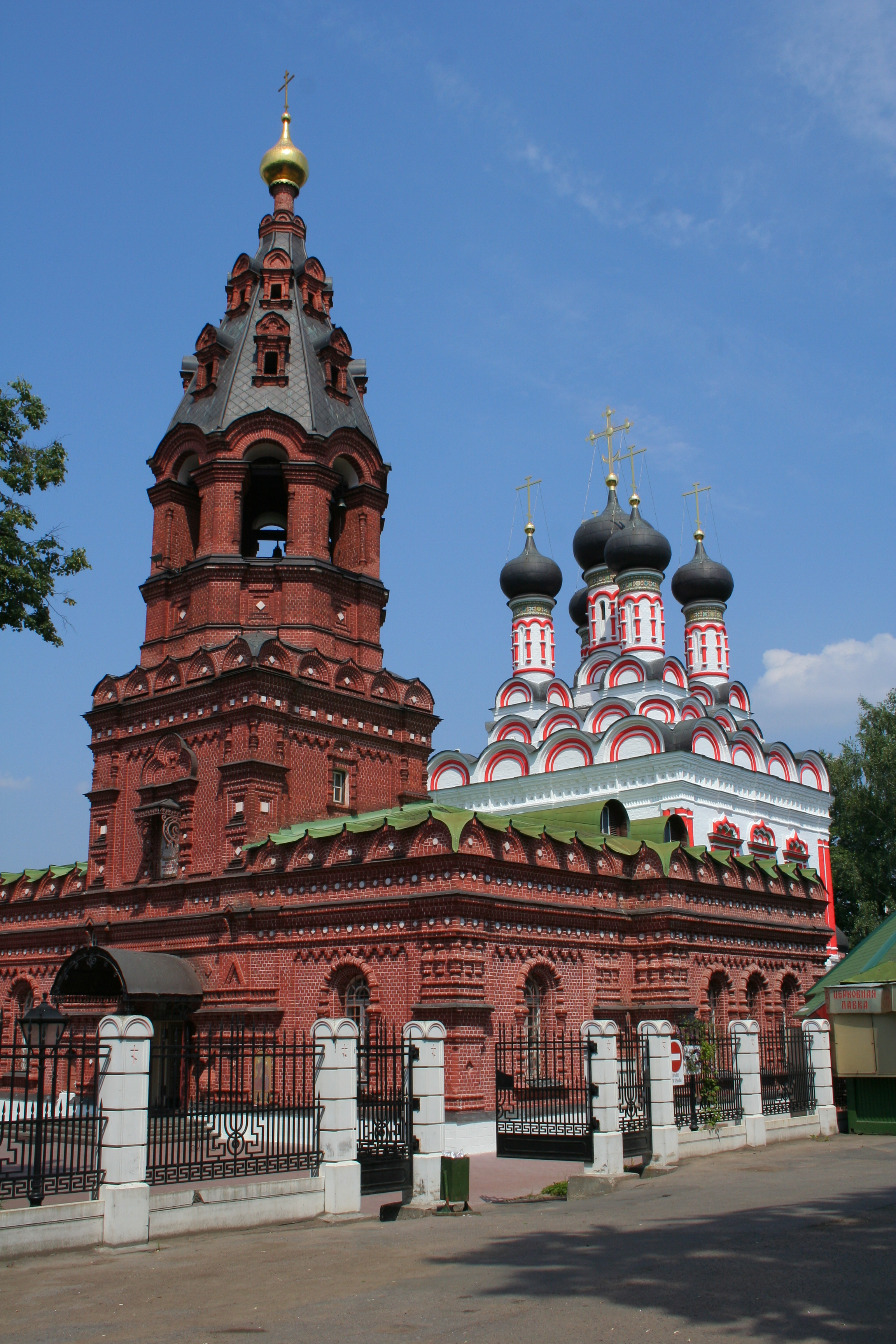
Vue de l'église du Sauveur de Kountsevo.

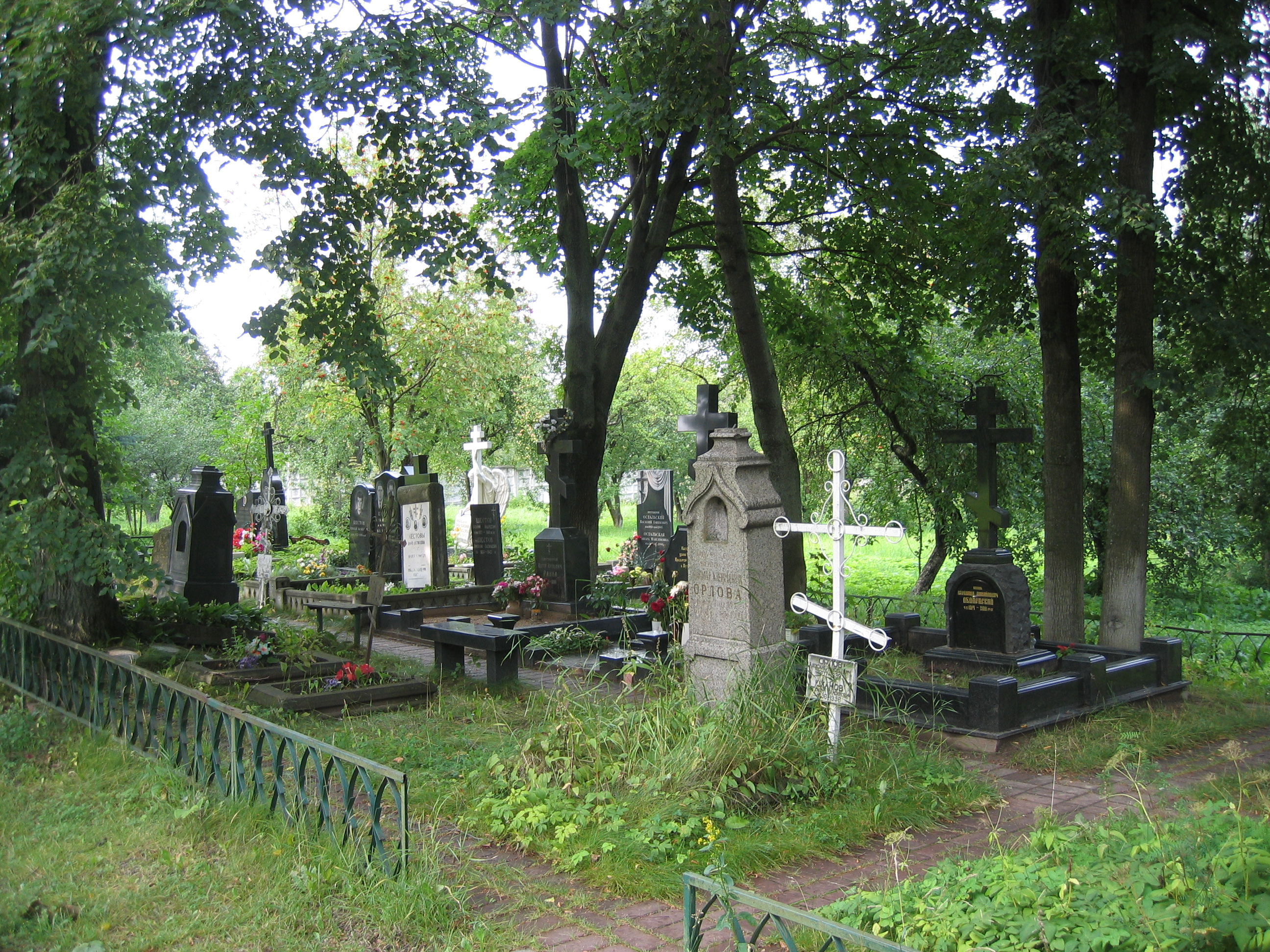
Partie du vieux cimetière de Kountsevo.

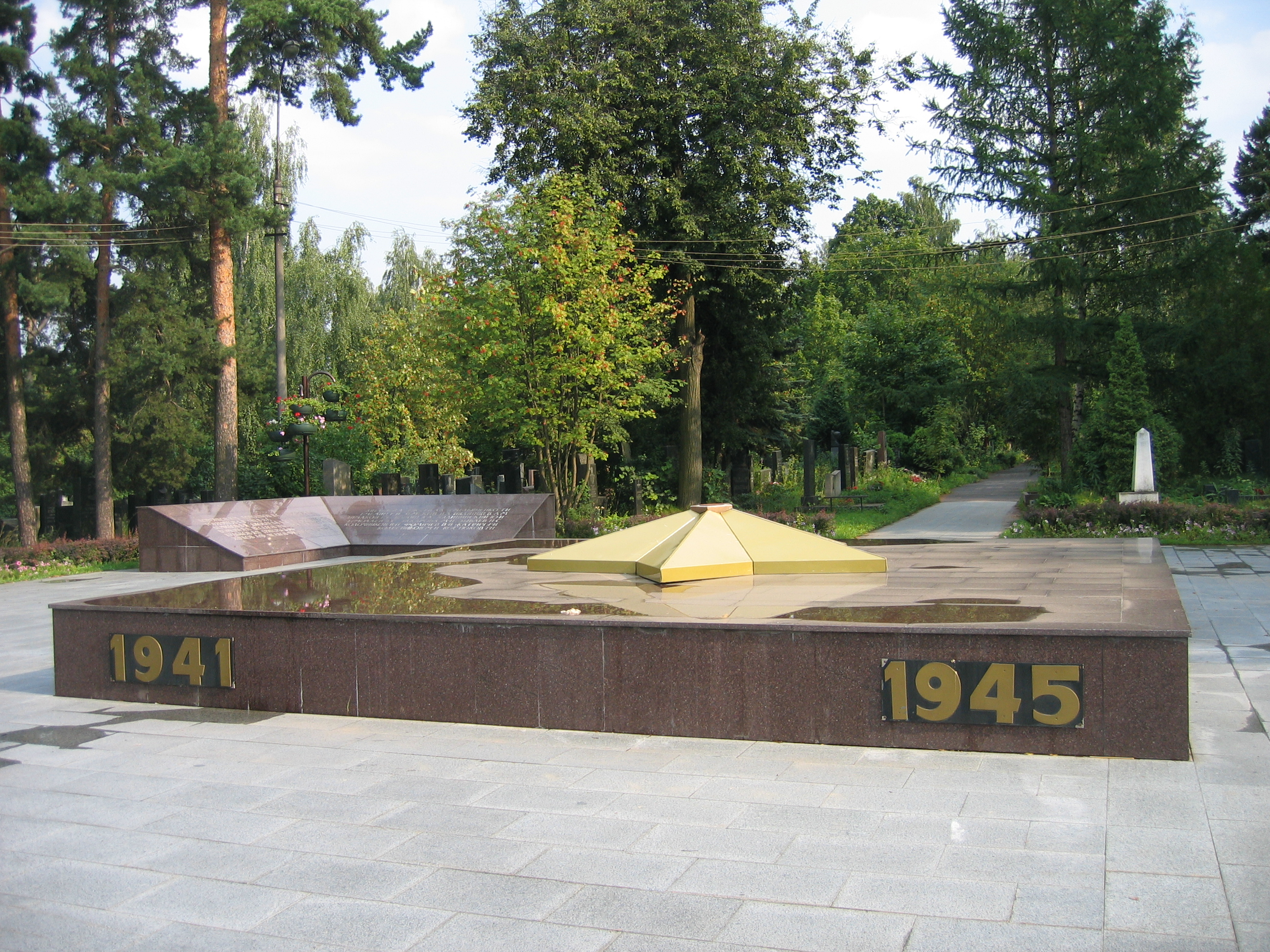
Monument aux morts de la Seconde Guerre mondiale.

Le cimetière de Kountsevo est un cimetière de Moscou, situé dans un terrain de plus de 16 hectares dans le district administratif ouest de la capitale.

## Historique
Le cimetière est divisé en deux parties : une partie ancienne, fermée aux inhumations, et une partie nouvelle. Le cimetière ancien a été fondé au XVIIe siècle dans le village de Spasskoïe au bord de la Setoun. L'église du Sauveur a été construite peu après entre 1673 et 1676 dans le cimetière. Celui-ci est agrégé au bourg de Kountsevo en 1920 qui devient une partie de la municipalité de Moscou en 1960.
On remarque un carré de soldats tombés pendant la « Grande Guerre patriotique » (Seconde Guerre mondiale). Un monument aux morts leur a été dédié en 1975.

## Personnalités inhumées au cimetière de Kountsevo

### Vieux cimetière
- Konstantin Badiguine, écrivain et explorateur polaire
- Varlam Chalamov, écrivain
- Alexandre Kotov, champion d'échecs
- Gueorgui Malenkov, dirigeant du PCUS
- Ramón Mercader-Lopez, assassin de Trotski
- Kim Philby, espion
- Youri Trifonov, écrivain

### Nouveau cimetière
- Vsevolod Bobrov, champion de hockey sur glace
- Albert Chesternev, footballeur
- Leontine Cohen, espionne
- Morris Cohen, espion
- Venedikt Erofeïev, écrivain
- Leonid Gaïdaï, cinéaste
- Edmond Keossaian, cinéaste
- Valeri Kharlamov, champion de hockey sur glace
- Boris Khmelnitsky, acteur
- Nadejda Mandelstam, femme de lettres
- Grigori Romanov, membre du Politburo
- Anatoli Rybakov, écrivain
- Youri Silantiev, chef d'orchestre et compositeur
- Glenn Michael Souther, espion
- Antonio Spadavecchia, compositeur
- Daniel Syssoïev, prêtre orthodoxe tué par les islamistes
- Paul Tatum, homme d'affaires américain assassiné
- Dmitri Volkogonov, général et historien

## Crédit d'auteurs
- (de) Cet article est partiellement ou en totalité issu de l’article de Wikipédia en allemand intitulé « Kunzewoer Friedhof » (voir la liste des auteurs).